# Tuba Ünsal
Tuba Ünsal (Denizli, 7 de dezembro de 1981) é uma atriz de cine e televisão turca. Entre 2004 e 2018, ela se casou e se divorciou três vezes.